# La lunga notte del '43
La lunga notte del '43 és una pel·lícula italiana del 1960 dirigida per l'aleshores debutant Florestano Vancini, amb un guió resultat de l'adaptació lliure de la narració Una notte del '43 del recull Cinque storie ferraresi, llibre amb el que Giorgio Bassani va guanyar el Premi Strega el 1956. És protagonitzada per Enrico Maria Salerno, Gino Cervi, Belinda Lee, Gabriele Ferzetti i Andrea Checchi. En 2008 fou selecconada per formar part de la llista "100 film italiani da salvare".

## Sinopsi
En una ciutat de la província de Ferrara durant l’any 1943, un farmacèutic, Pino, està permanentment paralitzat i no pot moure’s sense crosses. Observa les activitats de la ciutat des de la finestra del pis de dalt mentre la seva solitària dona Anna inicia una aventura amb un vell amic, Franco, un desertor de l'exèrcit.
El líder feixista local, Carlo Aretusi, més conegut com a 'Sciagura' ('Calamitat'), vol organitzar un intent d'assassinat per desfer-se dels seus oponents del partit feixista. Té la intenció de culpar-ho a alguns partidaris de la resistència. Entre ells hi ha el pare de Franco.

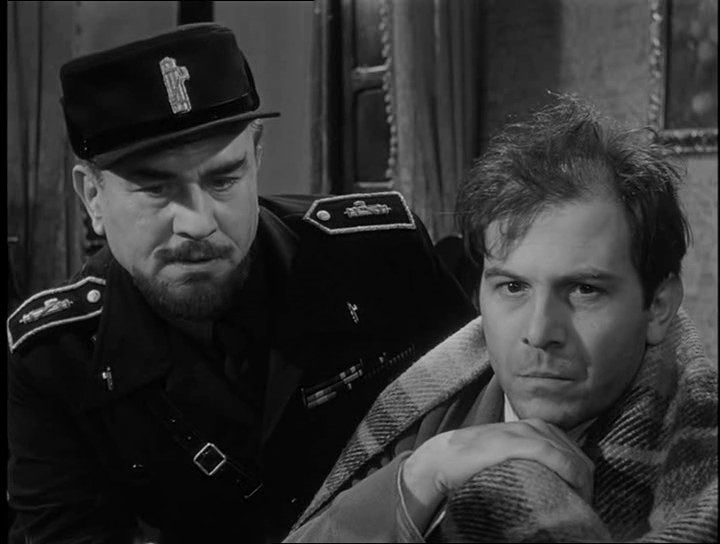
Gino Cervi i Enrico Maria Salerno

La nit del 15 de desembre, mentre l’Anna es troba amb Franco, Sciagura ordena que els sospitosos habituals siguin afusellats a la nit contra el mur del castell d’Estense. Pino ho pot veure tot des de la seva finestra, però no diu paraula. L'Anna torna de casa de Franco per trobar els cossos de les víctimes de l'assassinat estirats on van caure al carrer i s'enfronta a Pino. Anna és rebutjada per Franco i surt de la ciutat.
Els habitants de la ciutat segueixen els feixistes a la plaça del poble per fer una concentració per celebrar la derrota dels "traïdors". Es revela que la discapacitat de Pino es deu a la sífilis, contagiada després de participar en la marxa de Roma, quan Sciagura el va forçar a punta de pistola a entrar aun bordell.
Anys després, després de la guerra, Franco torna a la ciutat amb la seva dona (no Anna) i el seu fill, i els mostra una placa on va matar el seu pare. Es troba amb Sciagura, que sembla feliç i content i no es penedeix del que ha fet. Diu que Franco s'assembla al seu pare.

## Repartiment
- Enrico Maria Salerno - Pino Barillari
- Belinda Lee - Anna Barillari
- Gabriele Ferzetti - Franco Villani
- Gino Cervi - Carlo Aretusi aka "Sciagura"
- Andrea Checchi - Farmacèutic
- Nerio Bernardi - Pare de Franco
- Isa Querio -Mare de Franco
- Raffaella Pelloni - Ines, germana de Franco
- Loris Bazzocchi - Vincenzi
- Carlo Di Maggio - Mario Bolognesi
- Alice Clements - Blanche Villani, esposa de Franco

## Producció
La pel·lícula estava basada en una novel·la de Giorgio Bassani del 1955. Aquesta es va basar en els assassinats reals d'onze persones a Ferrara el 15 de novembre de 1943 al castell d'Estense; van ser assassinats pels feixistes en resposta a l'assassinat d'un líder feixista.
La pel·lícula va ser produïda per Tonio Cervi, que va donar a Bernardo Bertolucci la seva primera oportunitat de dirigir una pel·lícula i va ser productor de les primeres pel·lícules en color de Michelangelo Antonioni, Federico Fellini i Francesco Rosi. La lunga notte del '43 va ser el debut en la direcció del documentalista Florestano Vancini. Va ser una de les pel·lícules italianes realitzades durant aquest període per tractar la Segona Guerra Mundial. Fou filmada a Itàlia a començaments de 1960.
Segons The Guardian "el pare de Tonino va fer el paper d'un assetjador feixista, causant certa controvèrsia entre els qui el van identificar amb l'antagonista comunista de Don Camillo.: La pel·lícula va suposar un gran crèdit per al cineasta Carlo di Palma.

## Crítiques
Variety el va anomenar considerar "un vehicle senzill i ben fet que fa reviure alguns dels moments més dramàtics de la història recent italiana ... No obstant això, el gran impacte té el comprador local de bitllets que és capaç de captar matisos i importar diàlegs, escenes i accions. Els valors d'exportació. semblen indicar només slots especialitzats. " Va dir que el director tenia "una bona sensació per l'ambient de l'època", però va dir que la pel·lícula "té una certa manca de dramatisme que resulta en llargs trams de tedi on el maneig més net hauria guanyat un públic més ampli. Per a una producció que tractés problemes tan sincers, la imatge poques vegades no s'apodera ni la història d’amor és il·lícita. No és versemblant ni versemblant "."
Segons un document acadèmic, "El final de la pel·lícula posa l'accent en l'esborrat de Pino i Anna, els testimonis discapacitats i transgressors sexualment que desapareixen de la pantalla i de la història sense explicar mai el que han vist. Però també mostra la complicada interacció de memòria i amnèsia que permet memoritzar les víctimes de l'assassinat ... [i] posa en dubte la brillant nova "normalitat" de l'Itàlia en plena expansió i suggereix que es recolza en un fracàs col·lectiu i voluntari per recordar el passat".

## Premis
En la 21a Mostra Internacional de Cinema de Venècia, la pel·lícula va guanyar a Vancini el premi al millor primer treball i una nominació al Lleó d'Or (va perdre contra Le Passage du Rhin).
Als Nastri d'argento 1961 Enrico Maria va guanyar el Nastro d'Argento al millor actor no protagonista.